# NGC 4819
NGC 4819 (również PGC 44144 lub UGC 8060) – galaktyka spiralna z poprzeczką (SBa), znajdująca się w gwiazdozbiorze Warkocza Bereniki. Odkrył ją 6 kwietnia 1785 roku William Herschel. Jest to galaktyka z aktywnym jądrem typu LINER.